# Яннік Гергардт
Яннік Гергардт (нім. Yannick Gerhardt, нар. 13 березня 1994, Вюрзелен) — німецький футболіст, півзахисник клубу «Вольфсбург».

## Клубна кар'єра
Вихованець клубу «Кельн». 20 липня 2013 року в матчі проти дрезденського «Динамо» він дебютував у Другій Бундеслізі. За підсумками сезону 2013/14, в якому Гергардт був основним гравцем і зіграв 29 ігор, клуб вийшов до вищого дивізіону. 13 вересня 2014 року в матчі проти клубу «Падерборн 07» Яннік дебютував у Бундеслізі. 10 травня 2015 року в поєдинку проти «Шальке 04» Гергардт забив свій перший гол на вищому рівні.
27 травня 2016 року «Вольфсбург» оголосив про перехід півзахисника у свій стан, підписавши з ним контракт до 30 червня 2021 року. 27 серпня в матчі проти «Аугсбурга» він дебютував за новий клуб. 18 листопада в поєдинку проти «Фрайбурга» Гергардт забив свій перший гол за «вовків». Станом на 29 жовтня 2019 року відіграв за «вовків» 81 матч в національному чемпіонаті.

## Виступи за збірні
2012 року дебютував у складі юнацької збірної Німеччини (U-18). Загалом на юнацькому рівні взяв участь у 26 іграх, відзначившись 2 забитими голами.
Протягом 2015–2017 років залучався до складу молодіжної збірної Німеччини, з якою став переможцем молодіжного чемпіонату Європи 2017 року в Польщі, зігравши у всіх п'яти іграх на турнірі і був включений до символічної збірної турніру. Всього на молодіжному рівні зіграв у 10 офіційних матчах.
15 листопада 2016 року дебютував в офіційних іграх у складі національної збірної Німеччини в товариському матчі проти збірної Італії.

## Титули і досягнення
- Чемпіон Європи (U-21): 2017

### Індивідуальні
- Срібна Медаль Фріца Вальтера: 2013 (U-19)[9]
- У символічній збірній молодіжного чемпіонату Європи: 2017[10]

| Дата       | Місто | Господарі | Результат | Гості     | Турнір           | Голи | Примітки |
| ---------- | ----- | --------- | --------- | --------- | ---------------- | ---- | -------- |
| 15-11-2016 | Мілан | Італія    | 0 – 0     | Німеччина | товариський матч | -    |          |
| Усього     |       | Матчів    | 1         |           | Голів            | 0    |          |

## Особисте життя
Молодша сестра Янніка, Анна Гергардт, також стала професіональною футболісткою. 